# 辻本俊夫
辻本 俊夫（つじもと としお、1921年3月30日 - 2004年12月17日）は日本の作詞家、川柳作家。

## 経歴
1921年（大正10年）、富山県氷見郡氷見町（現在の氷見市）栄町に生まれる。尋常小学校の頃から作文コンクールで入選するなど文才を発揮し、16歳の頃に作詞を始めた。
23歳で応召、シベリア抑留を経て復員。帰国後は伏木富山港工事事務所に勤務する。30歳で高橋掬太郎に師事して頭角を現し、1958年（昭和33年）に第13回富山国体開催を記念して一般公募された「富山県民の歌」で応募作が入選する。これ以降、県内の市町村歌や校歌の作詞依頼が殺到するようになった。作詞に際しては氷見線で氷見駅と伏木駅を往復する通勤時間を利用し、アイデアが浮かんでは手帳に書き留めると言うスタイルであった。1975年（昭和50年）、氷見市文化功労賞を受賞。
伏木富山港工事事務所を定年退職した後は川柳を詠むようになり、全日本川柳協会会長賞を受賞している。2004年（平成16年）12月、自宅で転倒して入院し2週間後の12月17日に循環器不全で死去。享年84（満83歳没）。

## 作品
自治体歌
- 富山県民の歌
- 氷見市民の歌[3]
- 宇奈月町民の歌（廃止）[4]

校歌
- 氷見市立朝日丘小学校

歌謡曲・その他
- あゝ来年も来ておくれ
- 炭焼き三男坊

### 歌集
- 俊夫歌集 つまま（私家版、1994年） 全国書誌番号:95036018